# Parafia św. Archanioła Michała w Wysowej-Zdroju
Parafia św. Archanioła Michała – parafia greckokatolicka w Wysowej-Zdroju, w dekanacie krakowsko-krynickim archieparchii przemysko-warszawskiej. Założona w 1996. Nabożeństwa są odprawiane w kaplicy na plebanii.